# Pterolophia discaloides
Pterolophia discaloides là một loài bọ cánh cứng trong họ Cerambycidae.